# Dahlen (Stendal)
Dahlen è una frazione della città tedesca di Stendal, nel Land della Sassonia-Anhalt.

## Storia
Già comune autonomo, venne aggregata il 1º gennaio 2010 alla città di Stendal.